# 12867 Жоелоїк
12867 Жоелоїк (12867 Joëloïc) — астероїд головного поясу, відкритий 1 червня 1998 року.
Тіссеранів параметр щодо Юпітера — 3,540.